# 吉田英男
吉田 英男（よしだ ひでお、1956年〈昭和31年〉6月3日 - ）は、日本の政治家。神奈川県三浦市長（5期）。
父は元神奈川県議会議員の吉田實。

## 概要
神奈川県三浦市生まれ。国際商科大学（現東京国際大学）商学部卒業。大学卒業後、横浜銀行に入行し、葉山支店長や県庁支店長を務める。
2005年6月19日に行われた三浦市長選挙に立候補し、現職の小林一也との一騎打ちを制し初当選を果たした。
※当日有権者数：41,774人 最終投票率：55.95%（前回比：1.11pts）
| 候補者名 | 年齢 | 所属党派 | 新旧別 | 得票数   | 得票率 | 推薦・支持 |
| -------- | ---- | -------- | ------ | -------- | ------ | ---------- |
| 吉田英男 | 49   | 無所属   | 新     | 12,149票 | 52.60% |            |
| 小林一也 | 68   | 無所属   | 現     | 10,944票 | 47.40% |            |

2009年、2013年の市長選において無投票で再選。市長就任後、一定期間、三浦海業公社の社長を兼務していた。
2017年の市長選で4選。投票率は38.90％で過去最低を記録した。
2021年、無投票で5選。
2025年の市長選で、自民党の公認を受けて6選を目指すも、無所属新人の出口嘉一に敗北し、20年ぶりの市長交代となった。
※当日有権者数：34,858人 最終投票率：44%（前回比：pts）
| 候補者名 | 年齢 | 所属党派 | 新旧別 | 得票数  | 得票率 | 推薦・支持         |
| -------- | ---- | -------- | ------ | ------- | ------ | ------------------ |
| 出口嘉一 | 43   | 無所属   | 新     | 7,782票 | 51.50% |                    |
| 吉田英男 | 69   | 無所属   | 現     | 6,562票 | 43.42% | （推薦）自由民主党 |
| 秋葉俊二 | 56   | 無所属   | 新     | 768票   | 5.08%  |                    |

## 政策・主張
- 2009年に「三浦市緊急緊縮財政宣言（脱・イエローカード）」を公表。行財政改革を進め、特区対応では三浦方式が横須賀市に推奨されるなどの評価を上げている[8]。
- 水産業への影響を懸念する立場から、環太平洋戦略的経済連携協定（TPP）交渉への参加反対を求める内閣総理大臣宛の要望書を提出した[要出典]。
- 2020年10月15日、LGBTなど性的少数者のカップルが婚姻に相当する関係にあると認める「パートナーシップ宣誓制度」を導入すると発表した[9]。同制度は2021年1月1日に導入された[10]。